# Law & Order: Organized Crime/Episodenliste
Diese Episodenliste enthält alle Episoden der US-amerikanischen Dramaserie Law & Order: Organized Crime sortiert nach der US-amerikanischen Erstausstrahlung. Die Fernsehserie umfasst derzeit fünf Staffeln mit 75 Episoden.

## Übersicht
| Staffel | Episodenanzahl | Erstausstrahlung USA | Erstausstrahlung USA | Deutschsprachige Erstausstrahlung | Deutschsprachige Erstausstrahlung |
| Staffel | Episodenanzahl | Staffelpremiere      | Staffelfinale        | Staffelpremiere                   | Staffelfinale                     |
| ------- | -------------- | -------------------- | -------------------- | --------------------------------- | --------------------------------- |
| 1       | 8              | 1. Apr. 2021         | 3. Juni 2021         | 8. Sep. 2021                      | 29. Sep. 2021                     |
| 2       | 22             | 23. Sep. 2021        | 19. Mai 2022         | 23. Feb. 2022                     | 3. Aug. 2023                      |
| 3       | 22             | 22. Sep. 2022        | 18. Mai 2023         | 6. Juni 2023                      | 15. Aug. 2023                     |
| 4       | 13             | 18. Jan. 2024        | 16. Mai 2024         | 23. Jul. 2024                     | 3. Sep. 2024                      |
| 5       | 10             | 17. Apr. 2025        | 12. Juni 2025        | 12. Aug. 2025                     | –                                 |

## Staffel 1
Die Erstausstrahlung der ersten Staffel war vom 1. April 2021 bis zum 3. Juni 2021 auf dem US-amerikanischen Sender NBC zu sehen. Die deutschsprachige Erstausstrahlung sendete der deutsche Pay-TV-Sender 13th Street vom 8. September 2021 bis zum 29. September 2021.
| Nr. (ges.) | Nr. (St.) | Deutscher Titel                          | Originaltitel                      | Erstausstrahlung USA | Deutschsprachige Erstausstrahlung (DACH) | Regie            | Drehbuch                                                     |
| ---------- | --------- | ---------------------------------------- | ---------------------------------- | -------------------- | ---------------------------------------- | ---------------- | ------------------------------------------------------------ |
| 1          | 1         | Det. Elliot Stabler im Blut der Mafia    | What Happens in Puglia             | 1. Apr. 2021         | 8. Sep. 2021                             | Fred Berner      | Ilene Chaiken Idee: Dick Wolf, Ilene Chaiken & Matt Olmstead |
| 2          | 2         | Keine Orientierung                       | Not Your Father’s Organized Crime  | 8. Apr. 2021         | 8. Sep. 2021                             | Ken Girotti      | Ilene Chaiken                                                |
| 3          | 3         | Eiskalte Macht                           | Say Hello To My Little Friends     | 15. Apr. 2021        | 15. Sep. 2021                            | John David Coles | Rick Marin                                                   |
| 4          | 4         | Das Zeug, aus dem die Träume sind        | The Stuff That Dreams Are Made of  | 22. Apr. 2021        | 15. Sep. 2021                            | Fred Berner      | Juliet Lashinksy-Revene                                      |
| 5          | 5         | Nicht gut                                | An Inferior Product                | 13. Mai 2021         | 22. Sep. 2021                            | Eriq La Salle    | Zachary Reiter                                               |
| 6          | 6         | Ich kümmere mich um die Ratte            | I Got This Rat                     | 20. Mai 2021         | 22. Sep. 2021                            | Bethany Rooney   | Jean Kyoung Frazier & Rick Marin                             |
| 7          | 7         | Jeder wird einmal geschlagen, irgendwann | Everybody Takes a Beating Sometime | 27. Mai 2021         | 29. Sep. 2021                            | Jean de Segonzac | Marcus J. Guillory                                           |
| 8          | 8         | Vergiss' es Jake, wir sind in Chinatown  | Forget it, Jake; it's Chinatown    | 3. Juni 2021         | 29. Sep. 2021                            | Fred Berner      | Zachary Reiter & Juliet Lashinsky-Revene                     |

## Staffel 2
Die Erstausstrahlung der zweiten Staffel war vom 23. September 2021 bis zum 19. Mai 2022 auf dem US-amerikanischen Sender NBC zu sehen. Die deutschsprachige Erstausstrahlung sendete der deutsche Pay-TV-Sender 13th Street vom 23. Februar 2023 bis zum 3. August 2023.
| Nr. (ges.) | Nr. (St.) | Deutscher Titel                        | Originaltitel                     | Erstausstrahlung USA | Deutschsprachige Erstausstrahlung (DACH) | Regie            | Drehbuch                                |
| ---------- | --------- | -------------------------------------- | --------------------------------- | -------------------- | ---------------------------------------- | ---------------- | --------------------------------------- |
| 9          | 1         | Ein Mann ohne Identität                | The Man with No Identity          | 23. Sep. 2021        | 23. Feb. 2022                            | Bethany Rooney   | Ilene Chaiken & Kimberly Ann Harrison   |
| 10         | 2         | Neue Weltordnung                       | New World Order                   | 30. Sep. 2021        | 23. Feb. 2022                            | Fred Berner      | Nichole Beattie                         |
| 11         | 3         | Eddie Wagner kennt kein Gesetz         | The Outlaw Eddie Wagner           | 30. Sep. 2021        | 2. März 2022                             | John Polson      | Eric Haywood                            |
| 12         | 4         | Für eine Handvoll Lek mehr             | For a Few Lekë More               | 7. Okt. 2021         | 2. März 2022                             | Jean de Segonzac | Zachary Reiter                          |
| 13         | 5         | Aufgeflogen                            | The Good, The Bad, and The Lovely | 14. Okt. 2021        | 9. März 2022                             | Terry Miller     | Juliet Lashinsky-Revene                 |
| 14         | 6         | Unverzeihlich                          | Unforgivable                      | 21. Okt. 2021        | 9. März 2022                             | Monica Raymund   | Rick Marin                              |
| 15         | 7         | Gut und Böse                           | High Planes Grifter               | 4. Nov. 2021         | 16. März 2022                            | Alex Hall        | Ann Harrison                            |
| 16         | 8         | Asche zu Asche                         | Ashes to Ashes                    | 11. Nov. 2021        | 16. März 2022                            | Jean de Segonzac | Kimberly Ann Harrison & Nichole Beattie |
| 17         | 9         | Die Tote danach                        | The Christmas Episode             | 9. Dez. 2021         | 22. Juni 2022                            | Fred Berner      | Zachary Reiter & Rick Marin             |
| 18         | 10        | Nemesis                                | Nemesis                           | 6. Jan. 2022         | 22. Juni 2022                            | Jim McKay        | Eric Haywood & Juliet Lashinsky-Revene  |
| 19         | 11        | So wie Nottingham für Robin Hood       | As Nottingham Was to Robin Hood   | 13. Jan. 2022        | 29. Juni 2022                            | Alex Hall        | Kimberly Ann Harrison & Nichole Beattie |
| 20         | 12        | So wie Iago für Othello                | As Iago Is to Othello             | 20. Jan. 2022        | 29. Juni 2022                            | Fred Berner      | Rick Marin                              |
| 21         | 13        | So wie die Hybris für Ödipus           | As Hubris Is to Oedipus           | 24. Feb. 2022        | 6. Juli 2022                             | Stephen Surjik   | Emmy Higgins & Zachary Reiter           |
| 22         | 14        | ...so ist Wheatley für Stabler         | ...Wheatley Is to Stabler         | 3. März 2022         | 6. Juli 2022                             | Sarah Boyd       | Ilene Chaiken & Kimberly Ann Harrison   |
| 23         | 15        | Die Umstrukturierung                   | Takeover                          | 10. März 2022        | 13. Juli 2022                            | John Polson      | Eric Haywood                            |
| 24         | 16        | Loyalität                              | Guns & Roses                      | 17. März 2022        | 13. Juli 2022                            | Jean de Segonzac | Juliet Lashinsky-Revene                 |
| 25         | 17        | Höhere Gewalten                        | Can't Knock The Hustle            | 7. Apr. 2022         | 20. Juli 2022                            | Jonathan Brown   | Kimberly Ann Harrison & Emmy Higgins    |
| 26         | 18        | Eine Fülle argwöhnischer Vorstellungen | Change the Game                   | 14. Apr. 2022        | 20. Juli 2022                            | John Polson      | Rick Marin                              |
| 27         | 19        | Was ist Wahrheit?                      | Dead Presidents                   | 28. Apr. 2022        | 27. Juli 2022                            | Rob J. Greenlea  | Zachary Reiter                          |
| 28         | 20        | Den Kopf hinhalten (2)                 | Lost One                          | 5. Mai 2022          | 27. Juli 2022                            | Cherie Nowlan    | Juliet Lashinsky-Revene                 |
| 29         | 21        | Belladonna                             | Streets Is Watching               | 12. Mai 2022         | 3. Aug. 2023                             | Sharon Lewis     | Erica Michelle Butler                   |
| 30         | 22        | Wer ist Freund, wer ist Feind?         | Friend or Foe                     | 19. Mai 2022         | 3. Aug. 2023                             | Ken Girotti      | Rick Marin & Barry O’Brien              |

## Staffel 3
Die Erstausstrahlung der dritten Staffel war vom 22. September 2022 bis zum 18. Mai 2023 auf dem US-amerikanischen Sender NBC zu sehen. Die deutschsprachige Erstausstrahlung sendete der deutsche Pay-TV-Sender 13th Street vom 6. Juni 2023 bis zum 15. August 2023.
| Nr. (ges.) | Nr. (St.) | Deutscher Titel         | Originaltitel                       | Erstausstrahlung USA | Deutschsprachige Erstausstrahlung (DACH) | Regie            | Drehbuch                                   |
| ---------- | --------- | ----------------------- | ----------------------------------- | -------------------- | ---------------------------------------- | ---------------- | ------------------------------------------ |
| 31         | 1         | Minderjährig (1)        | Gimme Shelter – Part One            | 22. Sep. 2022        | 6. Juni 2023                             | Jean de Segonzac | Rick Eid & Gwen Sigan                      |
| 32         | 2         | Baulöwen                | Everybody Knows the Dice Are Loaded | 29. Sep. 2022        | 13. Juni 2023                            | John Polson      | Bryan Goluboff                             |
| 33         | 3         | Auf der Flucht          | Catch Me if You Can                 | 6. Okt. 2023         | 13. Juni 2023                            | Kate Woods       | Michael Konyves & Juliet Lashinsky-Revene  |
| 34         | 4         | Casino                  | Spirit in the Sky                   | 13. Okt. 2023        | 20. Juni 2023                            | Simon Brand      | Jorge Zamacona                             |
| 35         | 5         | Blaue Augen             | Behind Blue Eyes                    | 27. Okt. 2023        | 20. Juni 2023                            | John Polson      | Barry O’Brien                              |
| 36         | 6         | Alte Narben             | Blaze of Glory                      | 3. Nov. 2023         | 27. Juni 2023                            | Anna Dokoza      | Daniel Beaty                               |
| 37         | 7         | Alles, was glänzt       | All That Glitters                   | 10. Nov. 2023        | 27. Juni 2023                            | Simón Brand      | Josh Fagin & Candice Sanchez McFarlane     |
| 38         | 8         | Heimliches Gift         | Whipping Post                       | 17. Nov. 2023        | 4. Juli 2023                             | Sharon Lewis     | Jorge Zamacona                             |
| 39         | 9         | Belagert                | Last Christmas                      | 8. Dez. 2023         | 4. Juli 2023                             | Jean de Segonzac | Sean Jablonski                             |
| 40         | 10        | Straßenrennen           | Trap                                | 5. Jan. 2023         | 11. Juli 2023                            | John Polson      | Emmy Higgins                               |
| 41         | 11        | Der Mann im Hintergrund | The Infiltration Game               | 12. Jan. 2023        | 11. Juli 2023                            | Stephen Surjik   | Alec Wells                                 |
| 42         | 12        | Cluberöffnung           | Partners in Crime                   | 26. Jan. 2023        | 18. Juli 2023                            | Tess Malone      | Barry O’Brien & John A. McCormack          |
| 43         | 13        | Verstrickt              | Punch Drunk                         | 2. Feb. 2023         | 18. Juli 2023                            | Brenna Malloy    | Juliet Lashinsky-Revene                    |
| 44         | 14        | Voller Einsatz          | All in the Game                     | 16. Feb. 2023        | 25. Juli 2023                            | Oz Scott         | Michael Konyves                            |
| 45         | 15        | Unter Brüdern           | The Wild and the Innocent           | 23. Feb. 2023        | 25. Juli 2023                            | Alex Zakrzewski  | Jorge Zamacona                             |
| 46         | 16        | Chinatown               | Chinatown                           | 23. März 2023        | 1. Aug. 2023                             | Milena Govich    | Josh Fagin & Candice Sanchez McFarlane     |
| 47         | 17        | Väter und Söhne         | Blood Ties                          | 30. März 2023        | 1. Aug. 2023                             | Jonathan Brown   | Alec Wells                                 |
| 48         | 18        | Der Lockvogel           | Tag:GEN                             | 6. Apr. 2023         | 8. Aug. 2023                             | John Polson      | Nick Culbertson                            |
| 49         | 19        | Diplomatie              | A Diplomatic Solution               | 27. Apr. 2023        | 8. Aug. 2023                             | Jon Cassar       | Christina Piña                             |
| 50         | 20        | Bei Ausgang Mord        | Pareto Principle                    | 4. Mai 2023          | 15. Aug. 2023                            | Gonzalo Amat     | David Graziano & Brendan Feeney            |
| 51         | 21        | Rache auf Bestellung    | Shadowërk                           | 11. Mai 2023         | 15. Aug. 2023                            | Tess Malone      | Brendan Feeney & Candice Sanchez McFarlane |
| 52         | 22        | Unter vielen Namen      | With Many Names                     | 18. Mai 2023         | 15. Aug. 2023                            | John Polson      | Julie Martin & Nicholas Evangelista        |

## Staffel 4
| Nr. (ges.) | Nr. (St.) | Deutscher Titel              | Originaltitel        | Erstausstrahlung USA | Deutschsprachige Erstausstrahlung (DACH) | Regie              | Drehbuch                          |
| ---------- | --------- | ---------------------------- | -------------------- | -------------------- | ---------------------------------------- | ------------------ | --------------------------------- |
| 53         | 1         | Fentanyl-Flut                | Memory Lane          | 18. Jan. 2024        | 23. Juli 2024                            | Jon Cassar         | John Shiban & Amy Berg            |
| 54         | 2         | Und vergib uns unsere Schuld | Deliver Us From Evil | 25. Jan. 2024        | 23. Juli 2024                            | Jonathan Brown     | Will Pascoe & Bridget Tyler       |
| 55         | 3         | Das Ende der Unschuld        | End of Innocence     | 1. Feb. 2024         | 30. Juli 2024                            | Jon Cassar         | Amy Berg & Katrina Cabrera Ortega |
| 56         | 4         | Bruderzwist                  | The Last Supper      | 8. Feb. 2024         | 30. Juli 2024                            | Stephen Surjik     | John Shiban & Liz Sagal           |
| 57         | 5         | Vermisst                     | Missing Persons      | 22. Feb. 2024        | 6. Aug. 2024                             | Nelson McCormick   | Amy Berg & Davon Briggs           |
| 58         | 6         | Jenseits des Meeres          | Beyond the Sea       | 29. Feb. 2024        | 6. Aug. 2024                             | Jean de Segonzac   | John Shiban & Will Pascoe         |
| 59         | 7         | Ursünde                      | Original Sin         | 14. März 2024        | 13. Aug. 2024                            | Juan J. Campanella | Liz Sagal & Bridget Tyler         |
| 60         | 8         | Die Sünden der Väter         | Sins of Our Fathers  | 21. März 2024        | 13. Aug. 2024                            | Milena Govich      | Amy Berg & Katrina Cabrera Ortega |
| 61         | 9         | Im Bienenschwarm             | Semper Fi            | 11. Apr. 2024        | 20. Aug. 2024                            | Carlos Bernard     | John Shiban & Katie Letien        |
| 62         | 10        | Schwarzer Honig              | Crossroads           | 18. Apr. 2024        | 20. Aug. 2024                            | Jon Cassar         | Amy Berg & Davon Briggs           |
| 63         | 11        | Standgericht                 | Redcoat              | 2. Mai 2024          | 27. Aug. 2024                            | Leslie Hope        | Liz Sagal                         |
| 64         | 12        | Intervention                 | Goodnight            | 9. Mai 2024          | 27. Aug. 2024                            | Gonzalo Amat       | Amy Berg & Will Pascoe            |
| 65         | 13        | Familientradition            | Stabler's Lament     | 16. Mai 2024         | 3. Sep. 2024                             | Jon Cassar         | John Shiban                       |